# Mexerion
Mexerion é um género botânico pertencente à família Asteraceae. É composto por duas espécies aceites.
O género foi descrito por Guy L. Nesom e publicado em Phytologia 68(4): 249. 1990.
Trata-se de um género reconhecido pelo sistema de classificação filogenética Angiosperm Phylogeny Website.

## Espécies
As espécies aceites neste género são:
- Mexerion mexicanum G.L.Nesom
- Mexerion sarmentosum (Klatt) G.L.Nesom